# بلدية سوبينو
سوبينو؛ هي بلدية(محافظة) وبلدية في مقاطعة فروزينوني في منطقة لاتسيو الإيطالية، وتقع على بعد حوالي 70 كيلومتر (43 ميل) جنوب شرق روما وحوالي 10 كيلومتر (6 ميل) غرب فروزينوني.
تقع سوبينو على حدود البلديات التالية: كاربينيتو رومانو وفيرينتينو وفروزينوني وجوليانو دي روما وجورجا وماينزا ومورولو وباتريكا.